# AVCEN Jetpod
AVCEN Jetpod là một mẫu máy bay để chở khách 8 chỗ, hai động cơ, cất hạ cánh đường băng ngắn, hoạt động yên lặng, giá bán dự kiến dưới 1 triệu USD, được Avcen Limited nước Anh thiết kế.
Ngày 18/10/1988 Michael Robert Dacre lập ra Quickmany Ltd. với mục tiêu chế tạo máy bay tầm ngắn phục vụ chở khách quanh thành phố. Năm 2004 công ty đổi tên thành Avcen Limited và hiện đang là một công ty con của một công ty ở Hồng Kông là "Profit Sky Group Ltd" .

## Mẫu thử nghiệm
Theo các tài liệu công bố của Avcen, Jetpod là loại VQ-STOL (Very Quiet - Short Take Off and Landing). Jetpod có tốc độ tối đa là 550 km/h (340 mph; 300 kn). Nó chỉ cần đường băng 125 mét (137 yards) để cất hoặc hạ cánh, nhờ đó có thể xây dựng đường băng gần trung tâm các thành phố lớn. Jetpod cũng đủ yên tĩnh để không gây ra chú ý trong giao thông thành phố. Chuyến đi từ sân bay Heathrow đến trung tâm London sẽ mất khoảng bốn phút và chi phí khoảng 100$.
Mẫu thử nghiệm đã được "Avcen Limited Malaysia" chế ra tại Trung tâm Công nghệ Patimas, một công viên công nghệ tại Bukit Jalil, cách thủ đô Kuala Lumpur 20 km về phía nam.
Theo dự định thì sẽ có các phiên bản quân sự M300, phiên bản cho Hải quân M-400, và phiên bản UAV là U-600.

## Tai nạn
Ngày 16/08/2009 Michael Robert Dacre lái thử mẫu máy bay Jetpod tại Taiping, Malaysia. Sau ba lần cất hạ cánh thì lần thứ tư máy bay đã rơi, bốc cháy và Dacre chết .
Theo thông tin của cảnh sát Taiping thì công ty đã không được sự cho phép từ Không quân Hoàng gia Malaysia để tiến hành các chuyến bay thử nghiệm .